# National Hockey League Players’ Association
Die National Hockey League Players’ Association (kurz NHLPA) ist eine Gewerkschaft, die die Interessen des Spielerpersonals der nordamerikanischen Eishockeyprofiliga National Hockey League vertritt. Der Hauptsitz der NHLPA befindet sich im kanadischen Toronto in der Provinz Ontario. Zu Beginn der Saison 2007/08 waren 1005 Spieler Mitglied der Organisation, deren Geschäftsführer seit dem 18. Dezember 2010 Donald Fehr ist.

## Geschichte

### Erste Zusammenschlüsse (1957 bis 1958)
Bereits 1957 gründeten die beiden Eishockeyspieler Ted Lindsay von den Detroit Red Wings und Doug Harvey von den Canadiens de Montréal eine erste Spielerorganisation, nachdem die Liga sich geweigert hatte, Informationen zu möglichen Plänen für eine Altersversorgung der Akteure zu veröffentlichten. Die Arbeit der Organisation wurde allerdings durch die Clubbesitzer durch Spielertransfers oder der Verbannung zu Farmteams in den Minor Leagues behindert. Nach einer außergerichtlichen Einigung zu verschiedenen Themen wurde die Organisation schließlich aufgelöst.

### Gründung (1967)
Die NHLPA in ihrer heutigen Form wurde schließlich im Juni 1967 von den Spielern der Original Six gegründet. Gründungsmitglieder und gleichzeitig Repräsentanten der Teams waren Eddie Johnston von den Boston Bruins, Pierre Pilote von den Chicago Black Hawks, Norm Ullman von den Detroit Red Wings, Bobby Rousseau und J. C. Tremblay von den Canadiens de Montréal, Rod Gilbert, Harry Howell und Bob Nevin von den New York Rangers sowie Bob Pulford von den Toronto Maple Leafs, der zugleich zum ersten Präsidenten der NHLPA ernannt wurde. Erster Geschäftsführer wurde der Promoter Alan Eagleson.

### Erfolgreicher Vertrag zwischen NHL und NHLPA (1967 bis 1991)
Um ein Scheitern wie das des Vorgängers zu verhindern, einigten sich die Clubbesitzer und Pulford, der zuvor gedroht hatte, bei einer ausbleibenden Anerkennung durch die Vereine diese durch die unabhängige Behörde Canadian Labour Relations Board zu erreichen, auf ein Abkommen, das Spielern keine Sanktionen durch die Clubs bei Zugehörigkeit zur NHLPA garantierte. Im Gegenzug verpflichtete sich die Organisation, mindestens zwei Drittel der NHL-Spieler zu repräsentieren und nicht zu streiken, es sei denn, die Vereine verletzten eine der Vereinbarungen des NHL Collective Bargaining Agreement, kurz CBA.

### Streiks und Lockouts (1991 bis 2005)
Alan Eagleson wurde im Jahr 1991 durch Bob Goodenow als Geschäftsführer abgelöst und wurde schließlich im Januar 1998 wegen Betruges während seiner Amtszeit zu einer Strafe von einer Million Kanadischer Dollar sowie 18 Monaten Gefängnis verurteilt. 1992 kam es erstmals zu einem Spielerstreik, in welchem die Akteure das Recht zur Vermarktung ihres eigenen Erscheinungsbilds forderten. In der Saison 1994/95 kam es erneut zu einem 104-tägigen Lockout, der Aussperrung der Spieler durch die Vereine, nachdem sich die Teameigner und die Spielergewerkschaft nicht über die Erneuerung des NHL Collective Bargaining Agreement hatten einigen können. Als schließlich eine Einigung getroffen werden konnte, waren bereits 38 Spieltage dem Streik zum Opfer gefallen, sodass die Regular Season in nur 48 statt 84 Spieltagen ausgetragen wurde.
Im Sommer 2004 fanden erneut Verhandlungen statt, bei denen jedoch wiederholt keine Einigung erzielt werden konnte. So kam es erneut zu einem Lockout. Am 16. Februar 2005 gab NHL-Chef Gary Bettman die komplette Saisonabsage bekannt, weil auch weitere Treffen zu keinem Ergebnis führten. Erst am 13. Juli 2005 einigten sich Clubbesitzer und Gewerkschaft auf die neuen Eckpunkte des CBA, welche am 22. Juli 2005 ratifiziert wurden und damit der 310 Tage dauernden Streik ein Ende fand. Das neue Vertragswerk mit der NHLPA hat eine Laufzeit von sechs Jahren und endet zum 15. September 2011, wobei die NHLPA die Option besitzt, dieses einseitig um ein weiteres Jahr zu verlängern.

### Spionageaffäre und Konsolidierung (seit 2005)
Knapp eine Woche nach dem offiziellen Ende des Arbeitskampfes trat nach 15 Jahren an der Spitze der Spielervertretung Präsident Robert W. Goodenow von seinem Amt zurück. Sein Nachfolger wurde Ted Saskin, der im Arbeitskampf Verhandlungsführer der Spielergewerkschaft war. Dieser wurde im Mai 2007 seines Amtes nach einer Spionageaffäre um die E-Mail-Konten verschiedener NHL-Spieler enthoben. Daraufhin wurden die Spieler Michael Cammalleri von den Los Angeles Kings, Robyn Regehr von den Calgary Flames, Chris Chelios von den Detroit Red Wings, Shawn Horcoff von den Edmonton Oilers sowie der Free Agent Eric Lindros mit der Bildung eines Komitees zur Suche eines neuen Geschäftsführer beauftragt. Am 24. Oktober wurde der Bostoner Anwalt Paul Kelly als Nachfolger Saskins vorgestellt. Seine Amtszeit währte allerdings keine zwei Jahre, da er am 31. August 2009 entlassen und auf Interimsbasis zunächst durch Ian Penny und später durch Mike Ouellet ersetzt wurde. Seit dem 18. Dezember 2010 führt Donald Fehr die Geschäfte der Gewerkschaft.

## Organisation
Die NHLPA setzt sich aus mehreren Parteien zusammen. Darunter befindet sich der Geschäftsführer, der sich um das Tagesgeschäft der Gewerkschaft kümmert. Zusätzlich wählen die aktiven Spieler eines jeden der 31 Franchises einen Spielervertreter aus ihren Reihen. Diese insgesamt 31 Vertreter wählen dann untereinander einen Präsidenten, der sich für die Interessen selbiger einsetzt.
| Name          | Amtszeit                           |
| ------------- | ---------------------------------- |
| Alan Eagleson | 1967–1991                          |
| Bob Goodenow  | 1992–Juli 2005                     |
| Ted Saskin    | Juli 2005–10. Mai 2007             |
| Paul Kelly    | 24. Oktober 2007–31. August 2009   |
| Ian Penny*    | 31. August 2009–30. Oktober 2009   |
| Mike Ouellet* | 30. Oktober 2009–18. Dezember 2010 |
| Donald Fehr   | seit 18. Dezember 2010             |

| Name           | Amtszeit                            |
| -------------- | ----------------------------------- |
| Ted Lindsay    | 1957–1958                           |
| Bob Pulford    | 1967–1972                           |
| Ken Dryden     | 1972–1974                           |
| Pit Martin     | 1974–1975                           |
| Bobby Clarke   | 1975–1979                           |
| Phil Esposito  | 1979–10. Februar 1981               |
| Tony Esposito  | 10. Februar 1981–24. Oktober 1984   |
| Bryan Trottier | 24. Oktober 1984–9. November 1992   |
| Doug Wilson    | 9. November 1992–13. September 1993 |
| Mike Gartner   | 13. September 1993–1998             |
| Trevor Linden  | 1998–2006                           |

| Name               | Amtszeit           |
| Atlantic Division  | Atlantic Division  |
| ------------------ | ------------------ |
| Steve Webb         | seit 27. März 2008 |
| Central Division   |                    |
| Jim McKenzie       | seit 27. März 2008 |
| Northeast Division |                    |
| Rob Zamuner        | seit 27. März 2008 |
| Northwest Division |                    |
| Darby Hendrickson  | seit 27. März 2008 |
| Pacific Division   |                    |
| Dave Scatchard     | seit 27. März 2008 |
| Southeast Division |                    |
| Joe Reekie         | seit 27. März 2008 |

| Name               | Team                  |
| ------------------ | --------------------- |
| Kevin Bieksa       | Anaheim Ducks         |
| Kevin Connauton    | Arizona Coyotes       |
| Adam McQuaid       | Boston Bruins         |
| Jake McCabe        | Buffalo Sabres        |
| Troy Brouwer       | Calgary Flames        |
| Justin Faulk       | Carolina Hurricanes   |
| Tommy Wingels      | Chicago Blackhawks    |
| Tyson Barrie       | Colorado Avalanche    |
| Brandon Dubinsky   | Columbus Blue Jackets |
| Antoine Roussel    | Dallas Stars          |
| Niklas Kronwall    | Detroit Red Wings     |
| Mark Letestu       | Edmonton Oilers       |
| Nick Bjugstad      | Florida Panthers      |
| Alec Martinez      | Los Angeles Kings     |
| Devan Dubnyk       | Minnesota Wild        |
| Max Pacioretty     | Montréal Canadiens    |
| Yannick Weber      | Nashville Predators   |
| Cory Schneider     | New Jersey Devils     |
| John Tavares       | New York Islanders    |
| Kevin Shattenkirk  | New York Rangers      |
| Mark Stone         | Ottawa Senators       |
| Radko Gudas        | Philadelphia Flyers   |
| Ian Cole           | Pittsburgh Penguins   |
| Brenden Dillon     | San Jose Sharks       |
| Colton Parayko     | St. Louis Blues       |
| Alexander Killorn  | Tampa Bay Lightning   |
| James van Riemsdyk | Toronto Maple Leafs   |
| Erik Gudbranson    | Vancouver Canucks     |
| Nate Schmidt       | Vegas Golden Knights  |
| Tom Wilson         | Washington Capitals   |
| Adam Lowry         | Winnipeg Jets         |